# ناصر قشقایی
محمدناصر خان صولت قشقایی معروف به ناصر خان، (زاده ۱۲۷۸ – درگذشته اسفند ۱۳۶۲) فرزند ارشد اسماعیل خان صولت‌الدوله قشقایی (ایلخان ایل قشقائی و سیاستمدار دورهٔ پهلوی) و برادر ملک‌منصور خان، محمدحسین قشقایی و خسرو خان قشقایی بود. ناصرخان تا پیش از کودتای ۲۸ مرداد وی قدرتمندترین فرد در جنوب ایران بود.
او قصد داشت با انجام کودتایی علیه نیروهای بریتانیایی و شوروی ایران را از اشغال متفقین خارج کند که این عملیات ناکام ماند.

## زندگی سیاسی
پدرش اسماعیل خان صولت‌الدوله و پدربزرگش داراب خان ایلخان ایل قشقایی بودند. در دوران سلطنت رضاشاه، با آغاز خلع سلاح عشایر فارس در سال ۱۳۰۷ و تندروی‌های سرلشکر آیرم، قشقاییها شورش کردند. آیرم، ناصرخان را دستگیر کرد و به تهران برد. دستگیری او شورش قشقاییها را شدت بخشید و اوضاع فارس بحرانی شد. سرلشکر حبیب‌الله شیبانی، فرماندهی لشکر جنوب را به عهده گرفت. یکی از پیشنهادهای او آزادی ناصرخان بود. ناصرخان آزاد شد و به فارس برگشت و اوضاع فارس آرام شد.
به پاس کمک در فرو خواباندن شورش در فارس، ناصر خان و پدرش اسماعیل خان به نمایندگی مجلس پذیرفته شدند. ناصرخان به نمایندگی ایل قشقایی و پدرش به نمایندگی شهرستان جهرم انتخاب شدند و در اوائل سال ۱۳۱۰ به مجلس شورای ملی رفتند. اسماعیل خان با مستوفی‌الممالک، دوستی و نزدیکی داشت. پس از خاکسپاری مستوفی‌الممالک در هفتم شهریور ۱۳۱۱ علی منصور (وزیر داخله)، مصوبه لغو مصونیت اسماعیل خان و پسرش را در فردای خاکسپاری از مجلس گرفت و هر دو دستگیر و زندانی شدند. در ۱۶ مهر، پدرش اسماعیل خان بر اثر عفونت در زندان قصر درگذشت.
ناصرخان تبعید شد و پس از شهریور ۱۳۲۰ و سقوط حکومت رضاشاه، نزد ایل بازگشت و در فاصله سالهای ۱۳۲۰ تا ۱۳۳۲ قدرتمندترین فرد در فارس بود. او به اقتدار مجدد ایل قشقایی همت گمارد و در همین راه امتیازاتی هر چند اندک در وهله اول برای ایل خود و سپس استان فارس به‌دست‌آورد.
در سال ۱۳۲۶ ناصر خان به نمایندگی شیراز در مجلس شورای ملی انتخاب شد اما نمایندگی را نپذیرفت. در سال ۱۳۲۸ با تشکیل مجلس سنا به عنوان سناتور فارس از جانب شاه منصوب شد. در جریان نهضت ملی شدن نفت از دکتر مصدق و جبهۀ ملی حمایت کرد و پس از کودتای ۲۸ مرداد، همچون برادرانش ملک منصور خان، محمدحسین خان و خسروخان، در حالی که مورد غضب محمدرضاشاه پهلوی قرار گرفته بود، با کمک سپهبد زاهدی که با وی از زمان پدرش آشنایی دیرینه داشت، جان سالم به در برد و موفق به خروج از کشور و در حقیقت به خارج از کشور تبعید شد.
در دوران تبعید، تمام اموال و دارایی‌های ناصرخان که باغ ارم شیراز و املاک زیادی را شامل می‌شد، مصادره و توقیف شد. وی به دلیل سکونت فرزندانش در آمریکا پس از مدت کوتاهی اقامت در اروپا به آمریکا مهاجرت کرد.
امیراصلان افشار سفیر وقت ایران در آمریکا در مصاحبه با تاریخ شفاهی بنیاد مطالعات ایران مدعی است که: ناصر قشقایی در زمان اقامت در آمریکا بنا به سفارش محمدرضا پهلوی از سفارت ایران به صورت ماهانه کمک مالی دریافت می‌کرده است.
وی در دوران انقلاب در حمایت از انقلاب ۱۳۵۷ و تغییر رژیم سلطنتی تلاش کرده و به طرفداران انقلاب ملحق شد و در زمان نخست‌وزیری شاپور بختیار در دی ۱۳۵۷ در زمانی که شاه هنوز در ایران بود، بعد از ۲۵ سال تبعید به ایران مراجعت کرد.
با توجه به شلوغی اوضاع و تب انقلاب در ایران، ناصرخان با حمایت شاپور بختیار به وطن وارد و با حمایت او، از دستگیری‌اش در فرودگاه جلوگیری شد. او به میان ایل خود بازگشت و به مبارزه و تبلیغ علیه رژیم سلطنتی و شاه و حمایت از انقلاب ۱۳۵۷ ادامه داد. ناصرخان قشقایی در انتخابات نخستین دوره مجلس شورای اسلامی به نمایندگی انتخاب شد اما هم کینهٔ قدیمی کمونیست‌ها از جمله حزب توده به دلیل سابقه مخالفت او با آنها ادامه داشت و هم مجاهدین خلق با او مخالف بودند. در نتیجه، اعتبارنامه‌اش رد و ابتدا برادرش خسرو خان و سپس خودش دستگیر شدند. دستگیری این دو باعث نا آرامی در شیراز و قیام قشقایی‌ها و در نهایت آزادی او شد.
ناصرخان با خمینی همسو نبود و گروه‌های مختلف انقلابی برای قدرت نیافتن و انسجام مجدد او و ایلش در جنوب، تلاش می‌کردند. ناگزیر با حکومت جمهوری اسلامی درگیر شد و پس از درگیری مسلحانه در اطراف شیراز و فیروز آباد با سپاه پاسداران، سرانجام به دلیل چنددستگی در ایل قشقایی و نداشتن نیروی لازم، اردوی او در هم شکست.
دادگاه انقلاب شیراز حکم اعدام غیابی برای ناصرخان و برادرش خسرو خان صادر کرد و پسر بزرگش عبدالله خان که در آمریکا تحصیلات پزشکی کرده و در اردوی او به مبارزه مشغول بود، به صورت ناگهانی درگذشت. ناصرخان ناگزیر به ترک مخفیانه ایران و مهاجرت مجدد به آمریکا از راه ترکیه شد. برادرش خسرو خان که در کوه‌ها مخفی بود، به دلیلی نامعلوم به شیراز رفت و با خیانت یکی از نزدیکان، دستگیر و چندی بعد در فیروز آباد تیرباران شد.
کتاب «سال‌های بحران» خاطرات روزانهٔ ناصرخان قشقایی به تصحیح نصرالله حدادی در سال ۱۳۶۶ چاپ شد. ناصر خان قشقایی در مصاحبه‌ای مفصل و نزدیک به هشت ساعته با حبیب لاجوردی در پروژه تاریخ شفاهی ایران در خصوص فعالیت‌های خود و تاریخچه ایل قشقایی، خانواده اش، مسایل مربوط به نهضت ملی شدن نفت، کودتای ۲۸ مرداد و همراهیش با جبهه ملی ایران در اروپا، همارهی با انقلاب ۱۳۵۷ و مبارزاتش با جمهوری اسلامی گفته است.
پیکر ایشان بصورت امانی به آلمان منتقل شد تا پس از آن به ایران در جایگاه ایل قشقایی ها بخاک سپرده شود .بدلیل طولانی شدن این روند و قوانین آلمان ،ناصرخان در شهر مونیخ آلمان بخاک سپرده شده است . آدرس آرامگاه ایشان Westfriedhof München قطعه 143می باشد .